# Форт-Вортський музей сучасного мистецтва
Форт-Вортський музей сучасного мистецтва (англ. Modern Art Museum of Fort Worth) — художній музей у м. Форт-Ворт, Техас, США. Відкритий у 14 грудня 2002 року.
Будівля музею збудована у 1997—2002 роках за проєктом японського архітектора Тадао Андо (нар. 1941). Розташовується навпроти Художнього музею Кімбелла (роботи Луїса Кана).
Колекція нараховує близько 3000 предметів, що розміщуються на площі 25 500 м². Вибір експонатів охоплює період від 1945 року і дотепер та включає картини, скульптури, відео-матеріали, фотографії та гравюри. У колекції представлені усі основні художні напрямки та рухи, у тому числі абстрактний експресіонізм, поп-арт, живопис кольорового поля, мінімалізм, концептуалізм, постмінімалізм, живопис нового зображення і неоекспресіонізм.

## Історія
Форт-Вортський музей сучасного мистецтва є найстарішим художнім музеєм у ш. Техас та одним із найстаріших музеїв на заході Сполучених Штатів.
Заснований у 1892 році як Форт-Вортська публічна бібліотека та художня галерея, однак назва установи та її місія змінювалася упродовж багатьох років.
- 1901 — Художня галерея публічної бібліотеки ім. Карнегі
- 1910 — Форт-Вортський музей мистецтва
- 1954 — Форт-Вортський художній центр
- 1971 — Форт-Вортський художній центр-музей
- 1974 — Форт-Вортський художній музей
- 1987 — Форт-Вортський музей сучасного мистецтва

25 жінок, які заснували піблічну бібліотеку та художню галерею, мали на меті представити іншу культуру у м. Форт-Ворт. Найпершим придбанням стало полотно Джорджа Іннесса «Буря, що насувається» (1875), яке було куплено у 1904 році. Через п'ять років відбулася перша виставка музею, яка представила 45 картин сучасних американських художників.
Нова будівля музею, яку спроєктував японський архітектор Тадао Андо, відкрилась 14 грудня 2002 році у Культурному районі Форт-Ворта. Вона включає 25 500 м² виставкового простору, освітній центр та аудиторію.
Музей сучасного мистецтва присвячений колекціонуванню, представленню та інтерпретації творів мистецтва періоду після Другої світової війни. Музей сприяє розумінню мистецтва і викликає інтерес до мистецтва і художників шляхом кураторських досліджень і публікацій, а також різним освітнім програмам, в тому числі лекціям, екскурсіям, класам і семінарам. Музей є членом Американського альянсу музеїв (ААМ).

## Архітектура

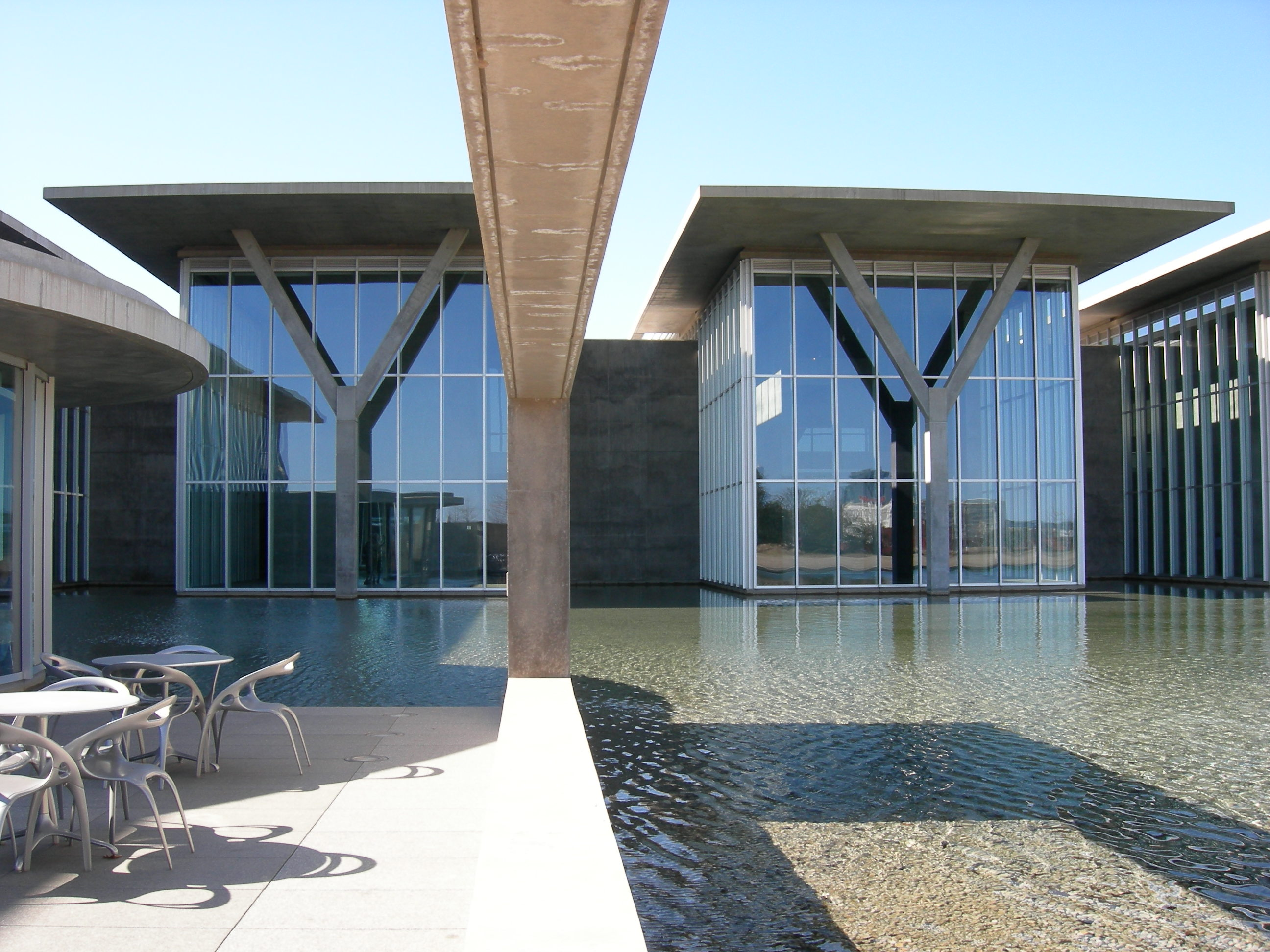
Скляні стіни відображають у басейні

У 1993 році японський архітектор Тадао Андо (нар. 1941) отримав замовлення на проєктування Форт-Вортського музею сучасного мистецтва. У своєму проєкті він помістив бетонну структуру у скляну коробку. Музей у Форт-Ворті оголосив про міжнародний конкурс на проєктування споруди. Було поставлене завдання надати характер широкій ділянці землі та досягти візуального зв'язку з Художнім музеєм Кімбелла (роботи Луїса Кана) на протилежній стороні вулиці. Андо помітив характерний для архітектури Кана просторовий порядок і надав своєму проєкту ритмічність шляхом повторення паралельних блоків-коробок. З іншого боку, він пропустив світло через скляну оболонку і бетонні прорізи; до того ж світло відображається у великому басейні.
Рішення створити басейн було запропоновано Андо у відповідь на завдання, поставлені конкурсом, які заключалися у тому, аби створити обрамлення із води та дерев для художньої галереї.
Скляні стіни музею виконують декілька завдань. По-перше створюється холодний ефект від прозорих скляних стін. Бетонна конструкція ховається у скляною оболонкою; стіни зі скла ніби заморожуюють простір і час. По-друге, змінює місцями внутрішній і зовнішній простори. Цього дозволяє досягти зовнішня скляна оболонка бетонної частини споруди. Зовнішня стіна стає внутрішньою, коли вона ззовні доповнюється стіною зі скла. Скляна оболонка також створює буферну зону. Вона стабілізує внутрішнє середовище у бетонній коробці і виконує роль енгави (веранда) в традиційній японській архітектурі. Басейн був створений доволі глибоким, над ним трохи виступає покрівля музею.
Будівля музею включає 25 500 м² виставкового простору, освітній центр, кафе, аудиторію (на 250 місць), художню майстерню, художні класи, музейну крамницю, скульптурну терасу та паркінг.

## Колекція
Колекція нараховує близько 3 000 предметів, що розміщуються на площі 25 500 м². Вибір експонатів охоплює період від 1945 року і дотепер і включає картини, скульптури, відео-матеріали, фотографії та гравюри.
У колекції представлені усі основні художні напрямки та рухи, у тому числі абстрактний експресіонізм, поп-арт Великої Британії, Німеччини, Франції та США, живопис кольорового поля, мінімалізм, концептуалізм, постмінімалізм, живопис нового зображення і неоекспресіонізм.

### Вибрані експонати
- Джозеф Альберс
  - «Присвята квадрату» («Ла-Техуана»), 1951
  - «Присвята квадрату», 1966
  - «Присвята квадрату», 1967
- Карл Андре
  - «Tau and Threshold» (Element Series), 1971
  - «Щілина», 1981
- Френсіс Бекон
  - «Автопортрет», 1956
- Штефан Балькенголь
  - «4 фігури», 2000
- Георг Базеліц
  - «Ельке», 1976
- Девід Бейтс
  - «Нічна чапля», 1986—1987
- Вільям Базіотіс
  - «Морські фантоми», 1952
- Роберт Бечтлі
  - «'63 Bel Air», 1973
- Ларрі Белл
  - Без назви із серії терміналів, 1968
- Ед Блекберн
  - «Hoppy Serves a Writ», 1982
- Денніс Блегг
  - «Passover», 1997
- Синтія Брантс
  - «Знаменитість», 1950
- Дебора Баттерфілд
  - «Hina», 1990—1991
- Вія Целміньш
  - «Німецький літак», 1966
  - Без назви, 1970
  - «Нічне небо № 17», 2000—2001
- Клайд Коннелл
  - «Guardian No. 4», 1988
- Ден Флавін
  - «Діагональ 23 травня 1963 року», 1963
- Адольф Готліб
  - «Apaquogue», 1961
- Ненсі Грейвс
  - «Молуккські моря», 1972
  - «Wheelabout», 1985
- Філіп Густон
  - «Світло», 1964
  - «Черевик», 1968
  - «Пристань», 1976
  - «Форма художника II», 1978
- Річард Гамільтон
  - «Swingeing London 67», 1968—1969
- Джозеф Гавел
  - «Драпіровка», 1999
- Говард Годжкін
  - «По Матіссу», 1995—1999
- Каллум Іннес
  - «Exposed Painting Mars Black», 2002
- Ален Жаке
  - «Камуфляж Боттічеллі» («Народження Венери»), 1963—1964
- Джесс
  - «Montana Xibalba: Translation #2», 1963
- Дональд Джадд
  - Без назви, 1967
- Еллсворт Келлі
  - «Темно-синя панель, темно-зелена панель, червона панель», 1986
- Ансельм Кіфер
  - «Quaternity», 1973
  - «Aschenblume», 1983—1997
  - «Папа Олександр VI: Золота булла», 1996
  - «Книга з крилами», 1992—1994
- Рой Ліхтенштейн
  - «Містер Белламі», 1961
- Роберт Мангольд
  - «1/2 Blue-Gray Curved Area (Central Section)», 1967
- Брайс Марден
  - «Urdan», 1970—1971
- Агнес Мартін
  - «У ясний день», 1973
  - Без назви, 1977
  - «Лист», 1965
- Мелісса Міллер
  - «Ковчег», 1986
- Роберт Мазервелл
  - «Open #150 in Black and Cream» («Елегія Ротко»), 1970
  - «Елегія Іспанській республіці No. 171», 1988—1990
  - «Залізна корона Стефана», 1981
- Барнетт Ньюмен
  - «Офорт без назви № 1, перша версія», 1969
- Роксі Пейн
  - «З'єднані», 2007
- Пабло Пікассо
  - «Жінка, що лежить і читає», 1960
- Джексон Поллок
  - «Номер 5», 1952
  - Без назви (Колаж 1), бл. 1951
- Роберт Раушенберг
  - «Whistle Stop» (Spread), 1977
- Діксон Рідер
  - «Лія», 1944
- Ед Рейнхардт
  - «№ 6», 1946
- Герхард Ріхтер
  - «Ferrari», 1964
- «Морський пейзаж—хвиля», 1969
- Лінда Ріджвей
  - «Three Squares», 2001
- Сьюзен Ротенберг
  - «Кабінна лихоманка», 1976
  - «Помаранчеве розлучення», 1989—1990
  - «Білий олень», 1999—2001
- Марк Ротко
  - «Світла хмара, темна хмара», 1957
- Ульріх Рукрім
  - Без назви, 1980
- Шон Скаллі
  - «Кетрін», 1982
  - «Кетрін», 1983
  - «Кетрін», 1984
  - «Кетрін», 1994
  - «Кетрін», 1995
- Річард Серра
  - «Вихор», 2002
- Бен Шан
  - «Алегорія», 1948
- Енн Стотберг
  - «8.28.00, A.M., Texas Coast #4», 2000
- Кліффорд Стілл
  - «1956-J № 1, без назви», 1956
- Томас Штрут
  - «Рай 9», 1999
- Сай Твомблі
  - Без назви («Рим»), 1997
- Брор Аттер
  - «Фармацевтичний кабінет», без дати
  - «Присутність», 1951
  - «Вдала знахідка», без дати
  - «Монастирі», без дати
- Енді Ворхол
  - «Двадцять п'ять кольорових Мерелін», 1962
  - «Пістолет», 1982
  - «Автопортрет», 1986
- Чарлз Т. Вільямс
  - «Скульптурна композиція», 1953
- Жаклін Вінсор
  - «Green Piece», 1976—1977
- Дейзі Янгблад
  - «Осел», 2001

## Виставки
| 2002 - «110 Years: The Permanent Collection of the Modern Art Museum of Fort Worth». 14 грудня 2002 — 9 березня 2003 2003 - «Philip Guston Retrospective». 30 березня 2003 — 8 червня 2003 - «The Paintings of Joan Mitchell». 21 вересня 2003 — 4 січня 2004 - «Julie Bozzi: Landscapes 1975—2003». 23 листопада 2003 — 22 лютого 2004 2004 - «Pierre Huyghe: One Million + Kingdoms». 16 травня 2004 — 29 серпня 2004 - «Robert Motherwell from the Collection: 1941—1990». 12 вересня 2004 — 28 листопада 2004 - «Red Groom's Ruckus Rodeo». 12 грудня 2004 — 6 лютого 2005 2005 - «Dan Flavin: A Retrospective». 27 лютого 2005 — 5 червня 2005 - «Robert Bechtle: A Retrospective». 26 червня 2005 — 28 серпня 2005 - «Picasso: The Vollard Suite». 2 вересня 2005 — 15 січня 2006 - «Anselm Kiefer: Heaven and Earth». 25 вересня 2005 — 8 січня 2006 - «FOCUS: Vera Lutter». 29 жовтня 2005 — 1 січня 2006 2006 - «FOCUS: Cornelia Parker». 7 січня 2006 — 26 лютого 2006 - «Nicholas Nixon: The Brown Sisters». 24 січня 2006 — 30 квітня 2006 - «Sean Scully: Wall of Light». 12 лютого 2006 — 28 травня 2006 - «FOCUS: Adam Fuss». 5 березня 2006 — 23 квітня 2006. - «Chuck Close Prints: Process and Collaboration». 9 квітня 2006 — 25 червня 2006 - «FOCUS: Hiroshi Sugito». 7 травня 2006 — 25 червня 2006 - «Hiroshi Sugimoto: End of Time». 17 вересня 2006 — 21 січня 2007 - «FOCUS: Nigel Cooke». 22 жовтня 2006 — 26 листопада 2006 - «FOCUS: Chinatsu Ban». 3 грудня 2006 — 28 січня 2007 2007 - «FOCUS: Ralf Ziervogel». 4 лютого 2007 — 8 квітня 2007 - «Pretty Baby». 25 лютого 2007 — 27 травня 2007 - «FOCUS: Barnaby Furnas». 15 квітня 2007 — 10 червня 2007 - «Ron Mueck». 24 червня 2007 — 21 жовтня 2007 - «Declaring Space: Mark Rothko, Barnett Newman, Lucio Fontana, Yves Klein». 30 вересня 2007 — 6 січня 2008 2008 - «FOCUS: Joshua Mosley». 13 січня 2008 — 24 лютого 2008 - «Martin Puryear». 24 лютого 2008 — 18 травня 2008 - «FOCUS: Banks Violette». 2 березня 2008 — 13 квітня 2008 - «FOCUS: Kehinde Wiley». 20 квітня 2008 — 25 травня 2008 - «Kara Walker: My Complement, My Enemy, My Oppressor, My Love». 3 липня 2008 — 19 жовтня 2008 - «Hubbard / Birchler: No Room to Answer». 14 вересня 2008 — 4 січня 2009 - «FOCUS: Ranjani Shettar». 14 грудня 2008 — 8 лютого 2009 | 2009 - «FOCUS: Jeff Elrod». 15 лютого 2009 — 29 березня 2009 - «FOCUS: Rosson Crow». 5 квітня 2009 — 17 травня 2009 - «William Kentridge: Five Themes». 12 липня 2009 — 27 вересня 2009 - «Susan Rothenberg: Moving in Place». 18 жовтня 2009 — 3 січня 2010 - «FOCUS: Gardar Eide Einarsson». 13 грудня 2009 — 14 лютого 2010 2010 - «Andy Warhol: The Last Decade». 14 лютого 2010 — 16 травня 2010 - «FOCUS: Gabriel Acevedo Velarde». 21 лютого 2010 — 4 квітня 2010 - «FOCUS: Ben Jones». 11 квітня 2010 — 7 червня 2010 - «Vernon Fisher: K-Mart Conceptualism». 25 вересня 2010 — 2 січня 2011 - «FOCUS: Erik Parker». 5 грудня 2010 — 6 лютого 2011 2011 - «Ed Ruscha: Road Tested». 23 січня 2011 — 17 квітня 2011 - «FOCUS: Robert Lazzarini». 20 лютого 2011 — 5 квітня 2011 - «FOCUS: Teresita Fernández». 17 квітня 2011 — 19 січня 2011 - «Richard Diebenkorn: The Ocean Park Series». 24 вересня 2011 — 15 січня 2012 - «FOCUS: KAWS». 11 грудня 2011 — 19 лютого 2012 2012 - «Glenn Ligon: America». 12 лютого 2012 — 3 червня 2012 - «FOCUS: Katie Paterson». 4 березня 2012 — 15 квітня 2012 - «FOCUS: Ged Quinn». 22 квітня 2012 — 1 липня 2012 - «Selections from the Permanent Collection». 1 липня 2012 — 11 серпня 2013 - «Lucian Freud: Portraits». 1 липня 2012 — 28 жовтня 2012 - «COMPANION (PASSING THROUGH)». 9 вересня 2012 — 31 березня 2013 - «Tenth Anniversary Acquisitions». 20 листопада 2012 — 11 серпня 2013 2013 - «FOCUS: Gary Simmons». 13 січня 2013 — 13 березня 2013 - «FOCUS: Yinka Shonibare MBE». 13 січня 2013 — 24 березня 2013 - «FOCUS: Barry McGee». 31 березня 2013 — 2 червня 2013 - «México Inside Out: Themes in Art Since 1990». 15 вересня 2013 — 5 січня 2014 - «FOCUS: Terry Haggerty». 17 листопада 2013 — 5 січня 2014 2014 - «FOCUS: Fred Tomaselli». 12 січня 2014 — 23 березня 2014 - «David Bates». 9 лютого 2014 — 11 травня 2014 - «FOCUS: Rirkrit Tiravanija». 6 квітня 2014 — 1 червня 2014 - «URBAN THEATER: NEW YORK ART IN THE 1980s». 21 вересня 2014 — 4 січня 2015 - «FOCUS: Jules de Balincourt». 15 листопада 2014 — 25 січня 2015 - «Selections from the Permanent Collection». 21 вересня 2014 — 31 грудня 2015 2015 - «FOCUS: RongRong & inri». 31 січня 2015 — 5 квітня 2015 - «FRAMING DESIRE: Photography and Video». 21 лютого 2015 — 23 серпня 2015 - «FOCUS: Mario García Torres». 11 квітня 2015 — 28 червня 2015 - «Kehinde Wiley: A New Republic». 20 вересня 2015 — 10 січня 2016 |

## Режим роботи
Поштова адреса: 3200 Дарнелл-стріт, Форт-Ворт, Техас 76107. Секретар
Режим роботи: вівторок, середа, четвер, субота і неділя — з 10.00 — 17:00, п'ятниця — з 10.00 — 20:00. Музей зачинений у понеділок і у святкові дні, включаючи Новий рік, День подяки, Святий Вечір і Різдво.
Вартість відвідування (2015 рік):
- для дорослих — $10
- для студентів та школярів — $4
- для дітей (до 12 років) та членів музею — безкоштовно.

## Галерея

Форт-Вортський музей сучасного мистецтва
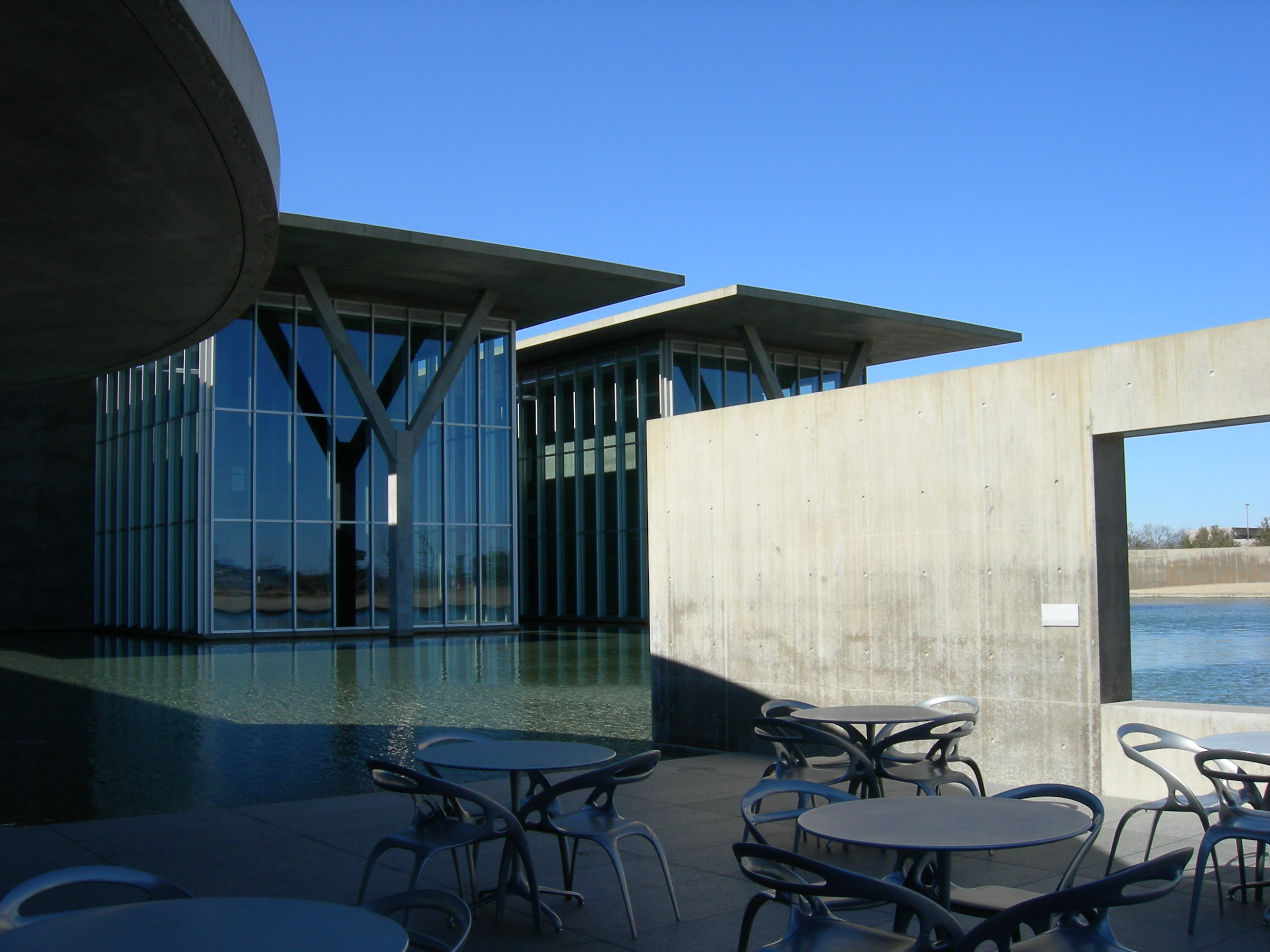
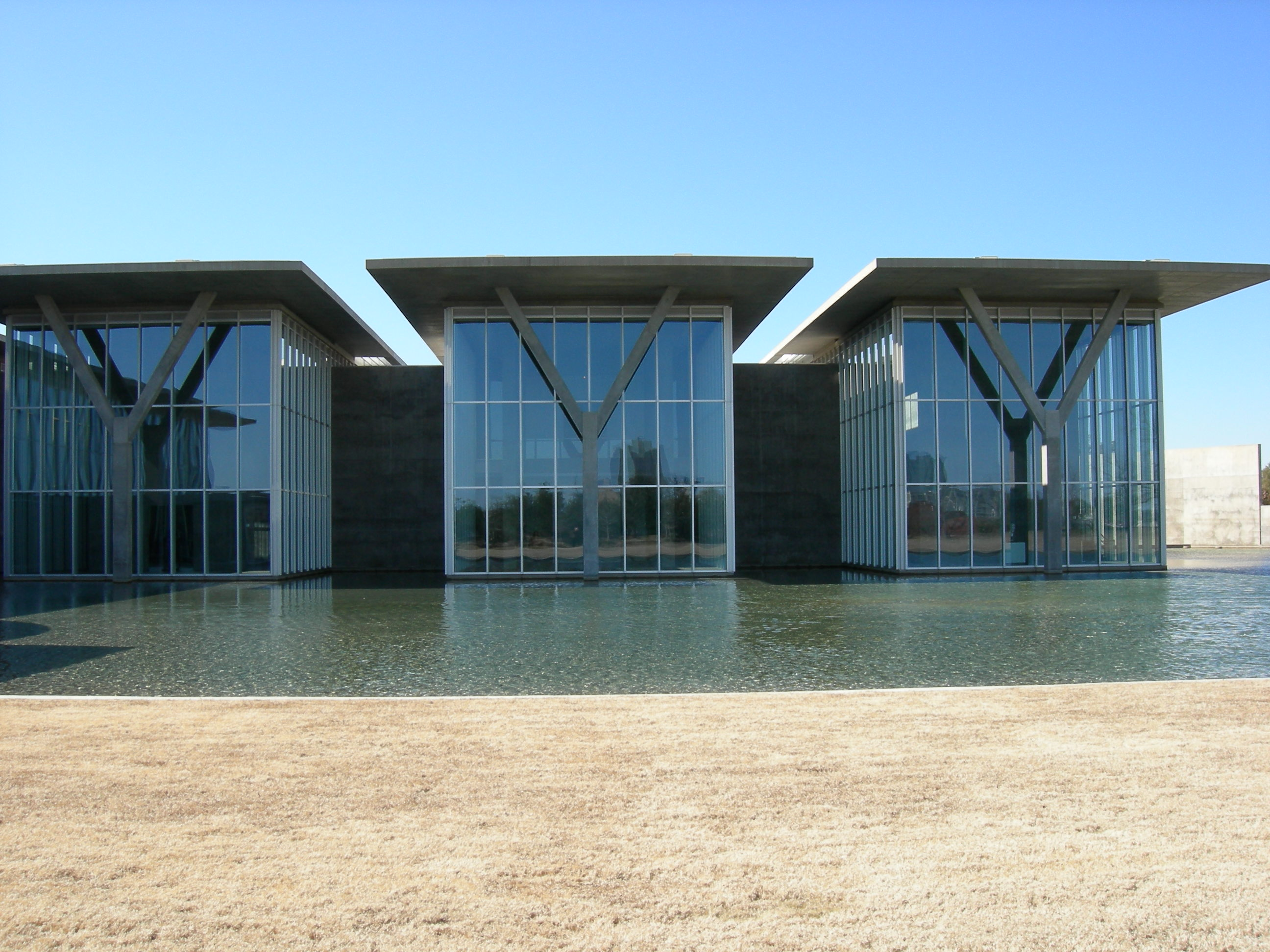
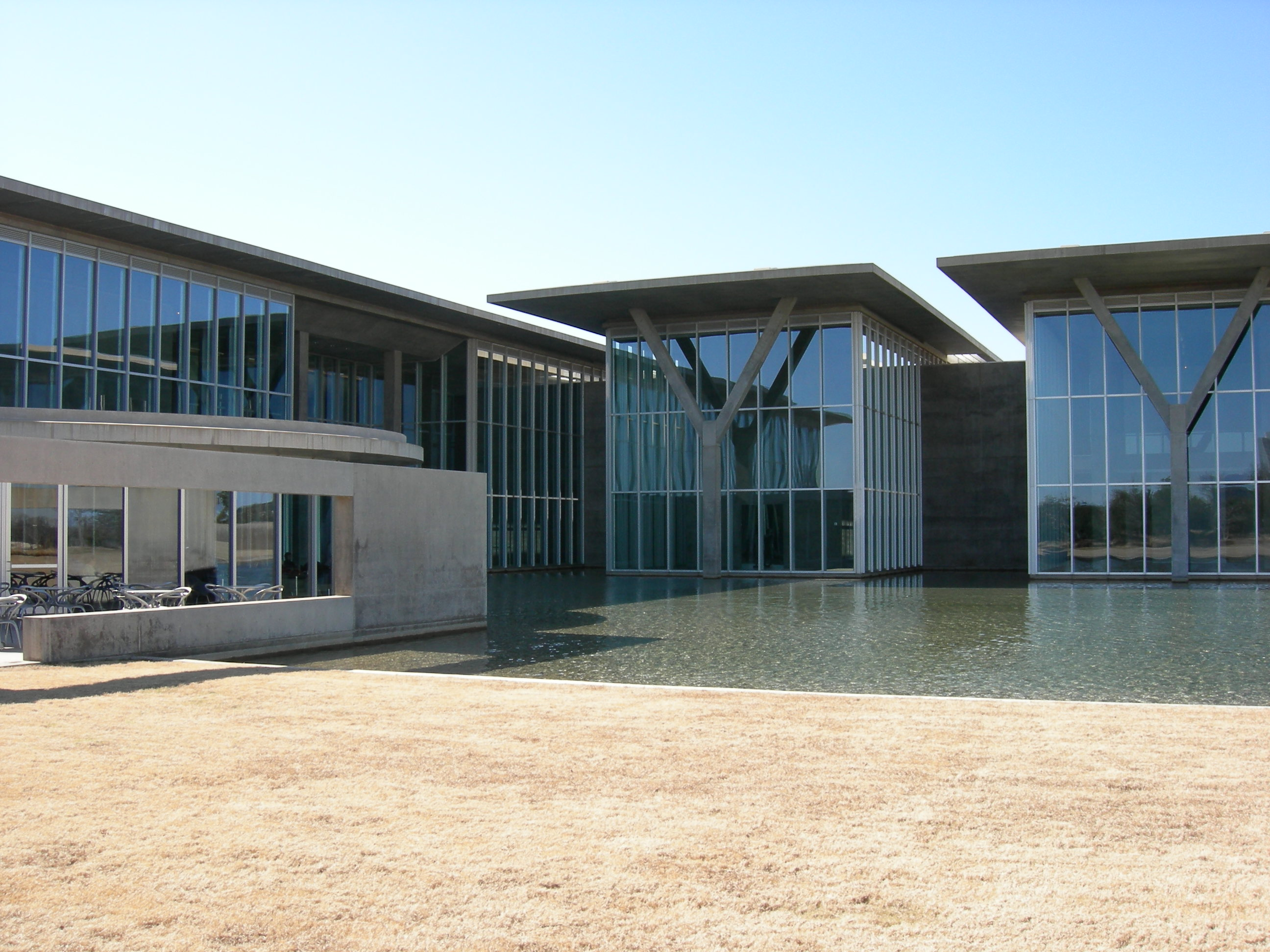
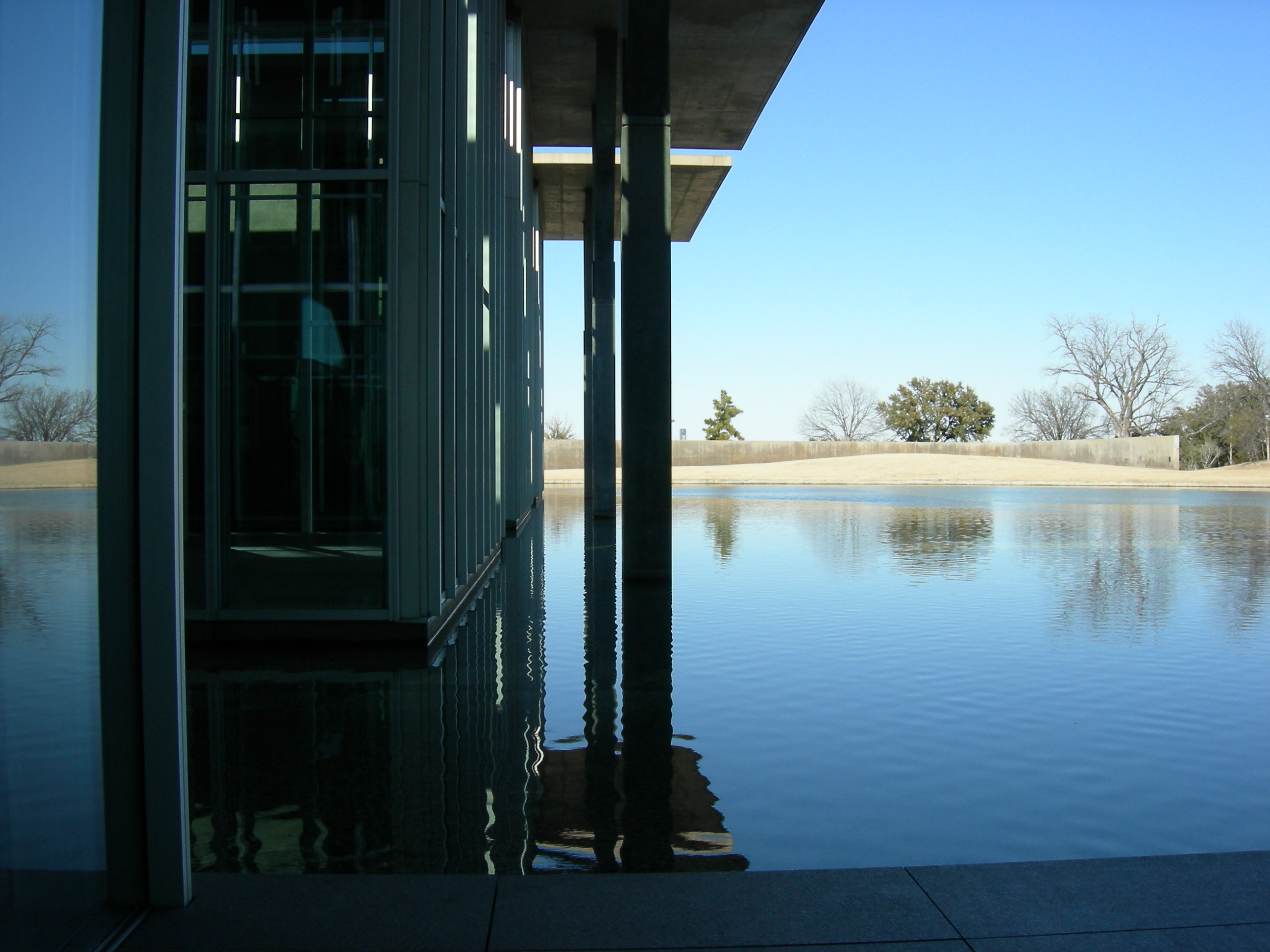
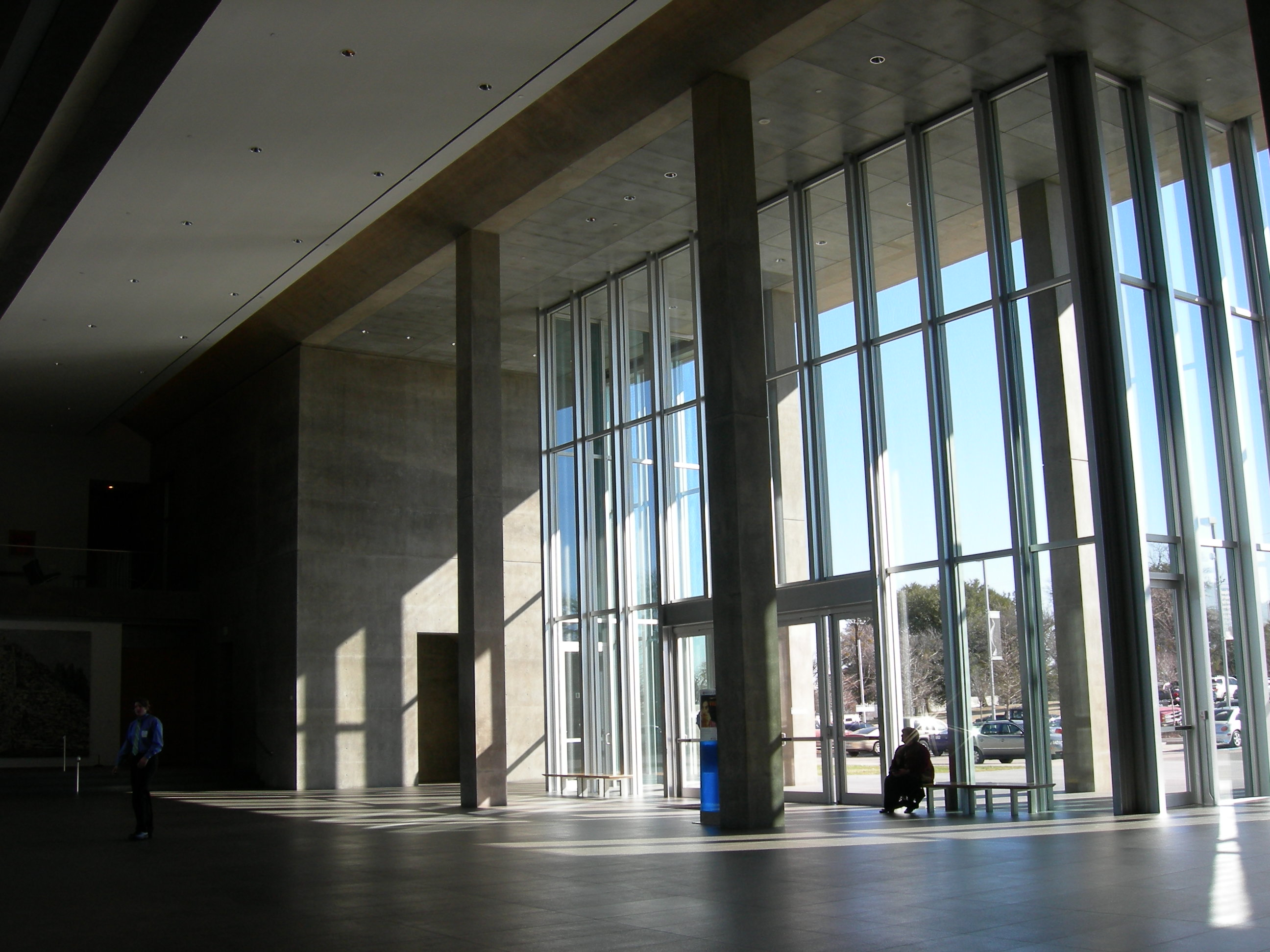